# Matt Wisler
Matthew Robert Wisler (né le 12 septembre 1992 à Bryan, Ohio, États-Unis) est un lanceur droitier des Rays de Tampa Bay de la Ligue majeure de baseball.

## Carrière
Matt Wisler est repêché par les Padres de San Diego au 7e tour de sélection en 2011. Il débute la même année sa carrière professionnelle en ligues mineures. Au début 2014, il apparaît en 44e position du palmarès annuel des 100 meilleurs joueurs d'avenir dressé par Baseball America, puis en 34e place avant la saison 2015.
Avec les voltigeurs Cameron Maybin, Carlos Quentin et Jordan Paroubeck, Wisler est le 5 avril 2015 échangé aux Braves d'Atlanta en retour du lanceur de relève Craig Kimbrel et du voltigeur Melvin Upton.
Wisler fait ses débuts dans le baseball majeur comme lanceur partant des Braves d'Atlanta le 19 juin 2015 contre les Mets de New York. Il limite les Mets à un seul point en 8 manches pour remporter sa première victoire au plus haut niveau. Il amorce 19 matchs des Braves en 2015 et ajoute une présence en relève. Gagnant de 8 matchs contre 8 défaites, il maintient une moyenne de points mérités de 4,71 en 109 manches lancées.